# 29.ª edición de los Premios Óscar
La 29.ª edición de los Premios Óscar se celebró el 27 de marzo de 1957 en el RKO Pantages Theatre de Hollywood, siendo presentada por Jerry Lewis y Celeste Holm.
Desde esta edición se comenzó a entregar anualmente el premio a la Mejor película de habla no inglesa. La primera película ganadora en esta categoría fue La Strada, de Federico Fellini, que también consiguió una segunda nominación a Mejor guion original. Otra película de Fellini, Las noches de Cabiria conseguiría el premio a la Mejor película de habla no inglesa al año siguiente.
Este año fue también el primero en el que las cinco película nominadas a Mejor película eran en color.
En esta edición, James Dean se convirtió en el único actor en recibir una segunda nominación póstuma (y consecutiva) en una categoría interpretativa.
Ingrid Bergman no estuvo presente para recoger su premio como mejor actriz, y en su lugar Cary Grant lo aceptó en su nombre. Sin embargo, anunció los nominados a Mejor dirección gracias a una grabación realizada previamente desde una azotea de París. El ganador fue anunciado por el anfitrión, Jerry Lewis.
Esta fue la segunda vez desde la introducción de los premios a los actores de reparto en la que los premios a Mejor película, Mejor dirección y las cuatro categorías interpretativas fueron entregados a diferentes películas, algo que no volvería a ocurrir hasta la edición de 2005. La vuelta al mundo en ochenta días se convirtió en la sexta cinta en ganar el premio a la Mejor película sin haber conseguido ninguna nominación interpretativa.

## Ganadores y nominados

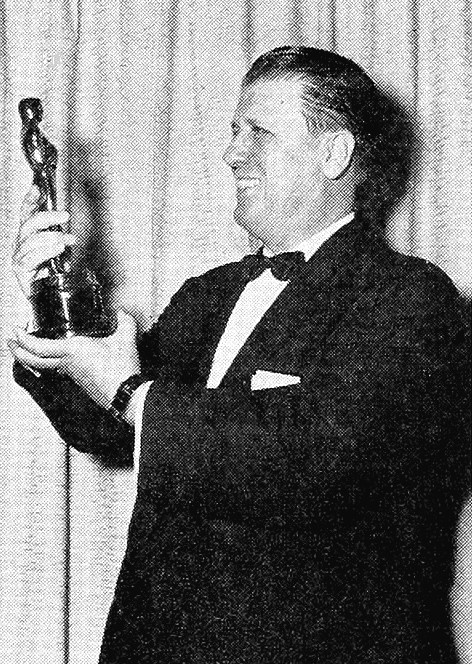
George Stevens en el momento de recoger su Oscar como mejor director por Gigante.

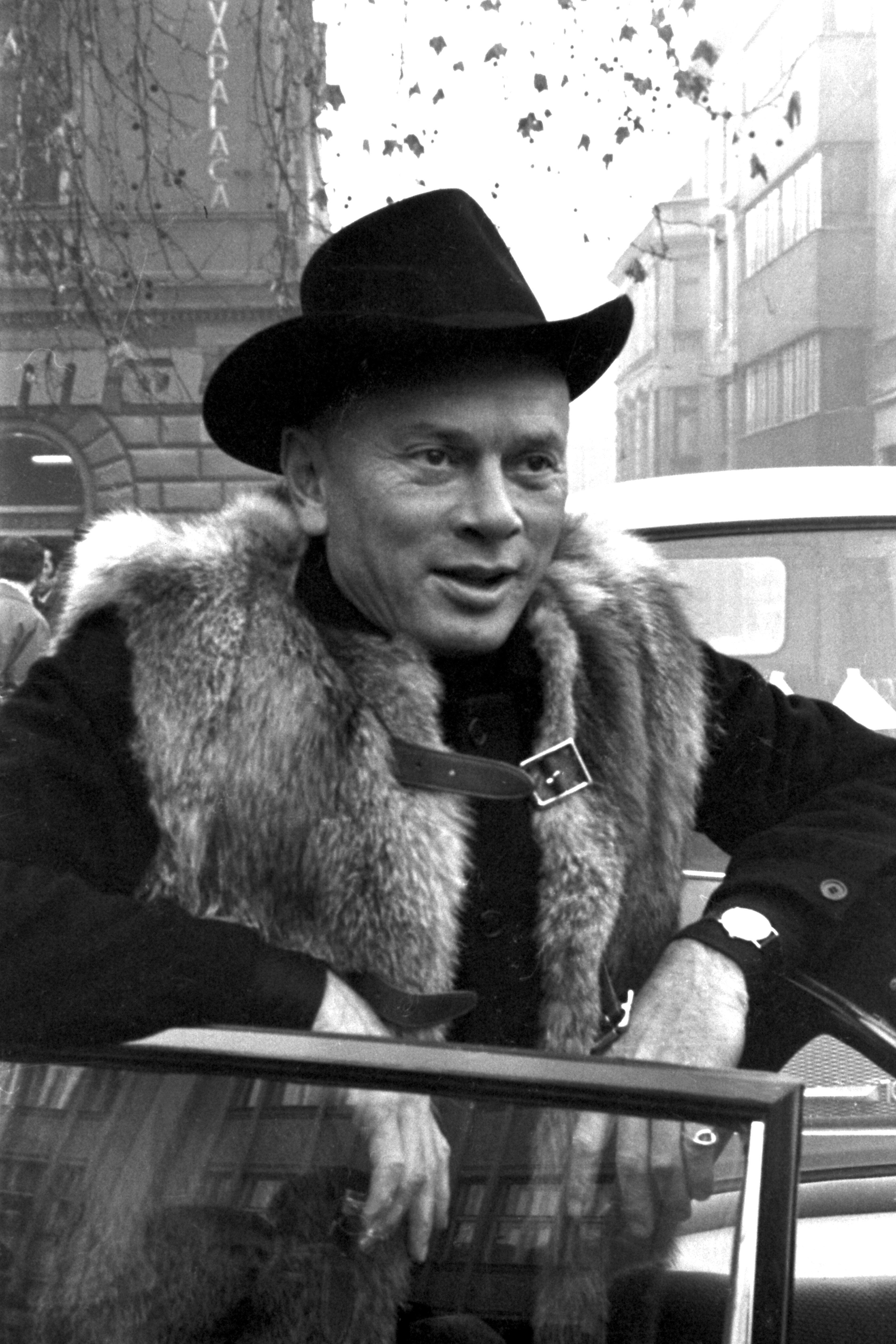
Yul Brynner obtuvo el Óscar como mejor actor por El rey y yo.

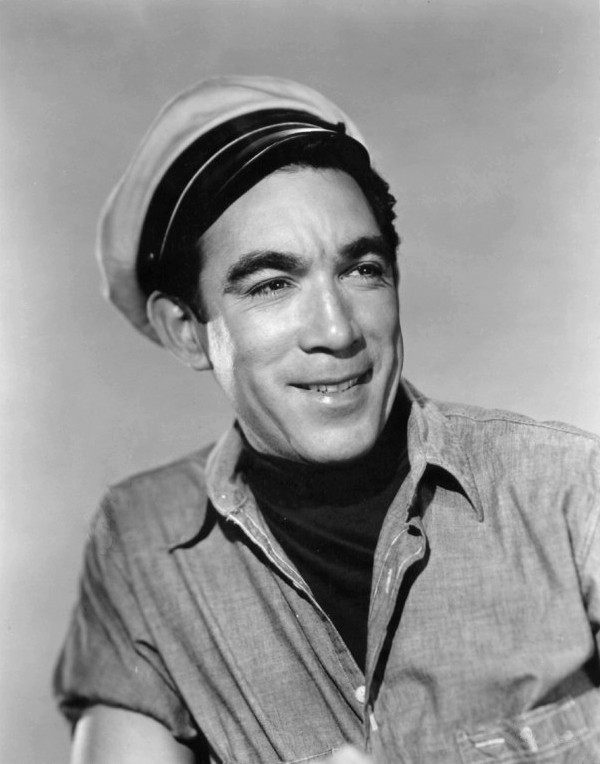
Anthony Quinn obtuvo el Óscar al mejor actor de reparto por El loco del pelo rojo.

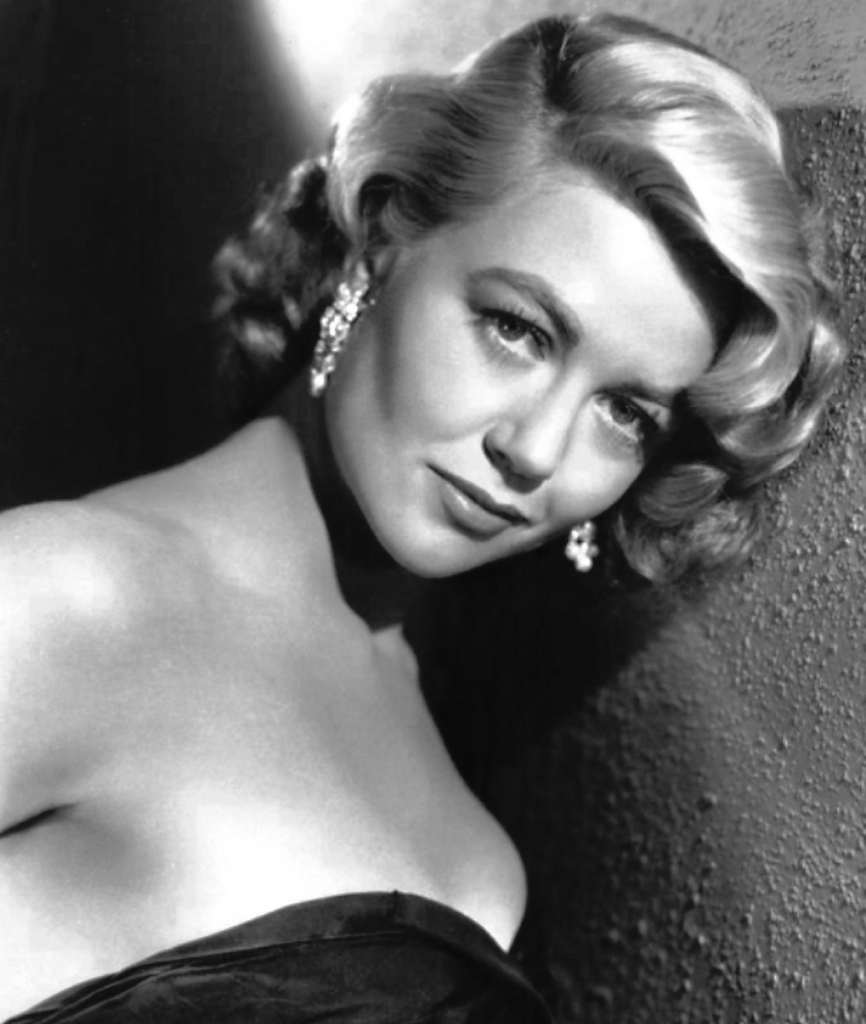
Dorothy Malone obtuvo el Óscar a la mejor actriz de reparto por Escrito sobre el viento.

Indica el ganador dentro de cada categoría.
| Mejor película Presentado por: Janet Gaynor Around the World in 80 Days (La vuelta al mundo en 80 días) — Mike Todd, productor - Friendly Persuasion (La gran prueba) — Robert Wyler y William Wyler, productores - The Ten Commandments (Los diez mandamientos) — Cecil B. DeMille, productor - Giant (Gigante) — George Stevens y Henry Ginsberg, productores - The King and I (El rey y yo) — Charles Brackett, productor | Mejor dirección Presentado por: Ingrid Bergman Anunciado por: Jerry Lewis George Stevens — Giant (Gigante) - Michael Anderson — Around the World in 80 Days (La vuelta al mundo en 80 días) - Walter Lang — The King and I (El rey y yo) - King Vidor — War and Peace (Guerra y paz) - William Wyler — Friendly Persuasion (La gran prueba) |
| Mejor actor Presentado por: Anna Magnani Yul Brynner — The King and I (El rey y yo) - Kirk Douglas — Lust for Life (El loco del pelo rojo) - James Dean — Giant (Gigante) - Rock Hudson — Giant (Gigante) - Laurence Olivier — Richard III (Ricardo III) | Mejor actriz Presentado por: Ernest Borgnine Ingrid Bergman — Anastasia - Carroll Baker — Baby Doll - Katharine Hepburn — The Rainmaker (El farsante) - Nancy Kelly — The Bad Seed (La mala semilla) - Deborah Kerr — The King and I (El rey y yo) |
| Mejor actor de reparto Presentado por: Nancy Kelly Anthony Quinn — Lust for Life (El loco del pelo rojo) - Don Murray — Bus Stop - Anthony Perkins — Friendly Persuasion (La gran prueba) - Mickey Rooney — The Bold and the Brave (Amanecer sangriento) - Robert Stack — Written on the Wind (Escrito sobre el viento) | Mejor actriz de reparto Presentado por: Jack Lemmon Dorothy Malone — Written on the Wind (Escrito sobre el viento) - Mildred Dunnock — Baby Doll - Eileen Heckart — The Bad Seed (La mala semilla) - Mercedes McCambridge — Giant (Gigante) - Patty McCormack — The Bad Seed (La mala semilla) |
| Mejor argumento Presentado por: Deborah Kerr The Brave One (El bravo) — Dalton Trumbo - The Eddy Duchin Story (La historia de Eddy Duchin) — Leo Katcher - Les orgueilleux (Los orgullosos) — Jean-Paul Sartre - High Society — Edward Bernds y Elwood Ullmann - Umberto D. — Cesare Zavattini | Mejor guion original Presentado por: Deborah Kerr Le Ballon rouge (El globo rojo) — Albert Lamorisse - The Bold and the Brave (Amanecer sangriento) — Robert Lewin - La Strada — Federico Fellini y Tullio Pinelli - Julie — Andrew Stone - The Ladykillers (El quinteto de la muerte) — William Rose |
| Mejor guion adaptado Presentado por: Deborah Kerr Around the World in 80 Days (La vuelta al mundo en 80 días) — James Poe, John Farrow y S.J. Perelman basada en la novela de Julio Verne. - Baby Doll — Tennessee Williams basada en su obra teatro 27 vagones de algodón. - Giant (Gigante) — Fred Guiol e Ivan Moffat basada en la novela de Edna Ferber. - Friendly Persuasion (La gran prueba) — Michael Wilson basada en la novela de Jessamyn West. - Lust for Life (El loco del pelo rojo) — Norman Corwin basada en la novela de Irving Stone<./small>                       | |
| Mejor película de habla no inglesa Presentado por: George Seaton La Strada, de Federico Fellini ( Italia) - Biruma no tategoto (El arpa birmana), de Kon Ichikawa (Japón) - Der Hauptmann von Köpenick (El capitán de Köpenick), de Helmut Käutner (Alemania) - Gervaise, de René Clément (Francia) - Qivitoq, de Erik Balling (Dinamarca) | Mejor cortometraje animado Presentado por: Patty McCormack y Mickey Rooney Magoo's Puddle Jumper - Stephen Bosustow - Gerald McBoing-Boing on Planet Moo - Stephen Bosustow - The Jay Walker - Stephen Bosustow |
| Mejor cortometraje - Un rollo Presentado por: Patty McCormack y Mickey Rooney Crashing the Water Barrier - Konstantin Kalser - I Never Forget a Face - Robert Youngson - Time Stood Still - Cedric Francis | Mejor cortometraje - Dos rollos Presentado por: Patty McCormack y Mickey Rooney The Bespoke Overcoat - Romulus Films - Cow Dog - Larry Lansburgh - The Dark Wave - John Healy - Samoa - Walt Disney |
| Mejor documental largo Presentado por: Mercedes McCambridge y Robert Stack The Silent World - Jacques-Yves Cousteau y Louis Malle - The Naked Eye - Louis Clyde Stoumen - Where Mountains Float - The Government Film Committee of Denmark | Mejor documental corto Presentado por: Mercedes McCambridge y Robert Stack The True Story of the Civil War - Louis Clyde Stoumen - A City Decides - Charles Guggenheim & Associates - The Dark Wave - John Healy - The House Without a Name - Valentine Davies - Man in Space - Ward Kimball |
| Mejor banda sonora de una película dramática o comedia Presentado por: Rock Hudson y Eva Marie Saint Around the World in 80 Days (La vuelta al mundo en 80 días) - Victor Young - Anastasia – Alfred Newman - Between Heaven and Hell (Los diablos del Pacífico) – Hugo Friedhofer - The Rainmaker (El farsante) – Alex North - Giant (Gigante) – Dimitri Tiomkin | Mejor orquestación de una película musical Presentado por: Rock Hudson y Eva Marie Saint The King and I (El rey y yo) - Alfred Newman y Ken Darby - High Society (Alta sociedad) – Johnny Green y Saul Chaplin - The Eddy Duchin Story (La historia de Eddy Duchin) – Morris Stoloff y George Dunning - The Best Things in Life Are Free (El encanto de vivir) – Lionel Newman - Meet Me in Las Vegas (¡Viva Las Vegas!) – George Stoll y Johnny Green |
| Mejor canción original Presentado por: Carroll Baker «Whatever Will Be, Will Be (Que Será, Será)» de The Man Who Knew Too Much (El hombre que sabía demasiado); compuesta por Jay Livingston y Ray Evans - «Written on the Wind» de Written on the Wind (Escrito sobre el viento); compuesta por Victor Young y Sammy Cahn - «True Love» de High Society (Alta sociedad); compuesta por Cole Porter - «Friendly Persuasion» de Friendly Persuasion (La gran prueba); compuesta por Dimitri Tiomkin y Paul Francis Webster - «Julie» de Julie; compuesta por Leith Stevens y Tom Adair | Mejor sonido Presentado por: Dorothy Malone The King and I (El rey y yo) — Carl Faulkner y el departamento de sonido de la 20th Century Fox - The Brave One (El bravo) — John Myers y el departamento de sonido de los estudios King Bros. Productions Inc. - The Ten Commandments (Los diez mandamientos) — Loren Ryder y el departamento de sonido de los estudios Paramount - The Eddy Duchin Story (La historia de Eddy Duchin) — John Livadary y el departamento de sonido de los estudios Columbia - Friendly Persuasion (La gran prueba) — Gordon E. Sawyer, Gordon R. Glennan y los departamentos de sonido de los estudios Samuel Goldwyn y Westrex Sound Services Inc. |
| Mejor fotografía - Blanco y negro Presentado por: Claire Trevor Somebody Up There Likes Me (Marcado por el odio) — Joseph Ruttenberg - Baby Doll — Boris Kaufman - Stagecoach to Fury — Walter Strenge - The Bad Seed (La mala semilla) — Hal Rosson - The Harder They Fall (Más dura será la caída) — Burnett Guffey | Mejor fotografía - Color Presentado por: Claire Trevor Around the World in 80 Days (La vuelta al mundo en 80 días) — Lionel Lindon - The Ten Commandments (Los diez mandamientos) — Loyal Griggs - The Eddy Duchin Story (La historia de Eddy Duchin) — Harry Stradling - War and Peace (Guerra y paz) — Jack Cardiff - The King and I (El rey y yo) — Leon Shamroy |
| Mejor dirección de arte - Blanco y negro Presentado por: Gower Champion y Marge Champion Somebody Up There Likes Me (Marcado por el odio) — Cedric Gibbons, Malcom Brown, Edwin Willis y Keogh Gleason - Teenage Rebel — Lyle Wheeler, Jack Martin Smith, Walter Scott y Stuart Reiss - The Solid Gold Cadillac (Un cadillac de oro macizo) — Ross Bellah, William Kiernan y Louis Diage - The Proud and Profane (Los héroes también lloran) — Hal Pereira, A. Earl Hedrick, Sam Comer y Frank McKelvy - Shichinin no Samurai (Los siete samuráis) — So Matsuyama                     | Mejor dirección de arte - Color Presentado por: Gower Champion y Marge Champion The King and I (El rey y yo) — Lyle Wheeler, John DeCuir, Walter Scott y Paul Fox - The Ten Commandments (Los diez mandamientos) — Hal Pereira, Walter Tyler, Sam Comer, Albert Nozaki y Ray Moyer - Giant (Gigante) — Boris Leven y Ralph Hurst - Lust for Life (El loco del pelo rojo) — Cedric Gibbons, Hans Peters, Preston Ames, Edwin Willis y Keogh Gleason - Around the World in 80 Days (La vuelta al mundo en 80 días) — James W. Sullivan, Ken Adam y Ross J. Dowd |
| Mejor diseño de vestuario - Blanco y negro Presentado por: Elizabeth Taylor The Solid Gold Cadillac (Un cadillac de oro macizo) — Jean Louis - Shichinin no Samurai (Los siete samuráis) — Kohei Ezaki - Teenage Rebel — Charles LeMaire y Mary Wills - The power and the Prize (Tiburones de las finanzas) — Helen Rose - The Proud and Profane (Los héroes también lloran) — Edith Head | Mejor diseño de vestuario - Color Presentado por: Elizabeth Taylor The King and I (El rey y yo) — Irene Sharaff - The Ten Commandments (Los diez mandamientos) — Edith Head, Ralph Jester, John Jensen, Dorothy Jeakins y Arnold Friberg - Giant (Gigante) — Moss Marbry y Marjorie Best - War and Peace (Guerra y paz) — Maria De Matteis - Around the World in 80 Days (La vuelta al mundo en 80 días) — Miles White |
| Mejor montaje Presentado por: Kirk Douglas Around the World in 80 Days (La vuelta al mundo en 80 días) — Gene Ruggiero y Paul Weatherwax - The Brave One (El bravo) — Merrill White - The Ten Commandments (Los diez mandamientos) — Anne Bauchens - Giant (Gigante) — Philip Anderson y Fred Bohanan - Somebody Up There Likes Me (Marcado por el odio) — Albert Akst | Mejores efectos especiales Presentado por: Dorothy Dandridge The Ten Commandments (Los diez mandamientos) — John Fulton - Forbidden Planet (Planeta prohibido) — Arnold Gillespie, Irving Ries y Wesley Miller |

### Óscar honorífico
- Eddie Cantor, por su distinguido servicio a la industria.

### Premio Humanitario Jean Hersholt
- Frank Freeman

### Premio Irving G. Thalberg
- Buddy Adler

## Premios y nominaciones múltiples
| Película                                                    | Nominaciones | Premios |
| ----------------------------------------------------------- | ------------ | ------- |
| The King and I (El rey y yo)                                | 9            | 5       |
| Around the World in 80 Days (La vuelta al mundo en 80 días) | 8            | 5       |
| Somebody Up There Likes Me (Marcado por el odio)            | 3            | 2       |
| Giant (Gigante)                                             | 10           | 1       |
| The Ten Commandments (Los diez mandamientos)                | 7            | 1       |
| Lust for Life (El loco del pelo rojo)                       | 4            | 1       |
| The Brave One (El bravo)                                    | 3            | 1       |
| Written on the Wind (Escrito sobre el viento)               | 3            | 1       |
| Anastasia                                                   | 2            | 1       |
| La Strada                                                   | 2            | 1       |
| The Solid Gold Cadillac (Un cadillac de oro macizo)         | 2            | 1       |
| Le Ballon rouge (El globo rojo)                             | 1            | 1       |
| The Man Who Knew Too Much (El hombre que sabía demasiado)   | 1            | 1       |
| Friendly Persuasion (La gran prueba)                        | 6            | 0       |
| Baby Doll                                                   | 4            | 0       |
| The Eddy Duchin Story (La historia de Eddy Duchin)          | 4            | 0       |
| The Bad Seed (La mala semilla)                              | 4            | 0       |
| War and Peace (Guerra y paz)                                | 3            | 0       |
| Teenage Rebel                                               | 2            | 0       |
| High Society (Alta sociedad)                                | 2            | 0       |
| The Bold and the Brave (Amanecer sangriento)                | 2            | 0       |
| The Rainmaker (El farsante)                                 | 2            | 0       |
| The Proud and Profane (Los héroes también lloran)           | 2            | 0       |
| Julie                                                       | 2            | 0       |
| Shichinin no Samurai (Los siete samuráis)                   | 2            | 0       |